# Церковь святой Троицы (село Верхне-Никульское)
Церковь св. Троицы – православная церковь, построенная в 1803-1820 гг. в с. Верхне-Никульское Некоузского района Ярославской области.

## История храма
Первая церковь на два престола – летний во имя Троицы и зимний во имя Николая Чудотворца – была построена здесь еще в начале XVIII века. Данных о постройке первого каменного храма нет, однако его существование до XIX в. подтверждается сведениями о том, что в начале XIX в. северная стена зимнего храма покрылась трещинами, шедшими через свод до южной стены. Об этом сообщили владелице села А.Н. Мусиной-Пушкиной и попечителю церкви Н. Глебову, которые и стали ответственными за капитальный ремонт храма, проводившийся на средства прихожан в 1803-1820 гг.
Сравнение имеющихся данных и архитектуры позволяет сделать предположение, что зимний храм и трапезная, скорее всего, были полностью построены заново. Трапезную расширили для еще одного престола – во имя Казанской Божией Матери. Основная работа по перестройке храма проходила в 1803-1806 гг. Все отделочные работы были завершены лишь к 1820 г., и 4 мая 1820 г. состоялось торжественное освящение. Спустя несколько лет, когда селом уже владели Щепочкины, вокруг храма была возведена массивная каменная ограда в стиле позднего классицизма с коваными решетками. Кроме этого, по углам ограды были сооружены 4 каменных здания (сохранилось лишь 2 из них – со стороны ворот): сторожка, библиотека, кладовые для книг и сборного хлеба.
В советские годы храм не закрывался и здесь регулярно проходили службы, однако известно, что в рамках кампании по заготовке металла с колокольни сбросили колокол. Церковь Троицы Живоначальной в с. Верхне-Никульское – одна из четырех незакрывавшихся церквей в Некоузском районе, сюда приезжали верующие из ближайших Брейтовского и Мышкинского районов. Интересная история здесь произошла в 1929 г., во время собрания, посвященного закрытию церкви. Все 200 человек, пришедшие на собрание, проголосовали против закрытия. Обычно все же находилось немало партийных активистов, колхозных деятелей, голосовавших «за», и для, по крайней мере, Мологского края, стопроцентное «против» – редкий случай.
С 1960 г. по 1992 г. в Троицкой церкви служил отец Павел (Груздев), благодаря своим деяниям известный далеко за пределами Некоузского района. К нему приезжало множество людей не только с соседних районов, но и городов. Из-за этого автобусную остановку «Верхне-Никульское» в народе прозвали «Отец Павел».
В 1988 г. обвалилась восточная глава со сводом, вследствие чего до наших дней не дошла часть фресок и старинный иконостас с древними иконами, покрытыми серебряными ризами. В настоящее время основной объем церкви не используется, службы проводятся в трапезной. Реставрационные работы не проводились.

## Архитектура
Основной объем храма – квадрифолий (четырехлистник), что довольно нетипично для этой части мологских земель – такая форма свойственна украинскому барокко. Аналогичный храм, только большего размера, был построен в Угличе буквально за пару лет до перестройки Троицкой церкви. Речь о церкви апостола Филиппа: в 1799-1801 гг. был построен основной объем, а строительство колокольни с трапезной относится к 1812-1821 гг., то есть примерно тогда же, когда были построены колокольня и трапезная Троицкого храма. Можно предположить, что строил их один и тот же архитектор или артель.
Церковь Троицы – четырехлепестковый храм с малым восьмериком в завершении. К  квадрату со всех сторон пристроены боковые полукружия с вытянутыми фронтонами и сухариками под ними. Наличники основного объема, в отличие от его остального декора, принадлежат классицистическому стилю. Завершение храма представляет собой четыре (пятый обрушился и до сих пор не восстановлен) восьмигранных барабана с куполами, на которых находятся люкарны и небольшие луковичные главки. Центральная глава выше остальных, другие же расположены по сторонам света, а не по диагонали, как чаще всего можно увидеть в храмовой архитектуре. Барабаны изначально были световыми, их заложили после 1970-х гг.
Четырехъярусная колокольня довольно строгая, не в пример основной части храма. Второй ярус украшен фронтонами и сухариками, на углах третьего и четвертого ярусов поставлены колонны с тосканским ордером, а завершается колокольня высоким четырехгранным шпилем. У трапезной, также выполненной в классицистическом стиле, скруглены восточные углы. Ограда и сторожки, как уже упоминалось, относятся к 1830-м гг. и выполнены в позднем классицизме.

## Внутреннее убранство
Росписи летней церкви были выполнены примерно в 1810-е гг. Относящиеся к академическому направлению росписи, судя по их качеству, были выполнены художником (или артелью), очень хорошо владевшим письмом. По цветовой гамме, а также оформлению нарисованных рам, медальонов и колонн, обвитых гирляндами, росписи основного объема схожи с росписями храма Спаса Преображения в Николе-Высока. Федор Солнцев, художник, выросший в Верхне-Никульском, писал, что местные росписи произвели на него огромное впечатление и повлияли на его желание заниматься живописью. Росписи никогда не подновлялись, из-за чего сейчас находятся не в лучшем состоянии.
В церкви был богатый иконостас 1816 г., который обрушился в 1988 г. Он имел присущую классицистическим иконостасам триумфальную арку с розетками, а также был украшен рядом колонн композитного ордера. Кроме того, над алтарем находилась сень. Иконостас Троицкой церкви был создан почти одновременно с иконостасом Казанской церкви в Скнятинове, но первый куда менее удачен: скупо отделаны царские врата и арка, много незаполненных участков, из-за чего создается ощущение, что иконостас не был закончен.
В 1908-1913 гг. прихожанин церкви Иосиф Мраморный проходил послушание на Афоне, по окончании которого ему в подарок за особо ревностную службу была написана копия иконы «Достойно есть». В иконе находились частицы мощей Нила Синайского, Трифона Апамейского и мученика Харлампия. Вернувшись в Российскую империю, Иосиф подарил икону храму Троицы. В 1990-е гг. она была перенесена в Казанскую церковь г. Рыбинска.

## Некрополь
В некрополе Троицкой церкви похоронены попечители храма и его священники, а также члены таких княжеских родов, как Щепочкины, Солнцевы, Морозовы. Отдельно стоит выделить некрополь дворянской семьи Глебовых-Сорокоумовых, строителей и жертвователей этого храма.  Некрополь  насчитывает  17 захоронений. До времени основания этого храма, семейный некрополь Глебовых располагался в селе Нижне-Никульское, принадлежавшем Глебовым, и исчезнувшем под водой Рыбинского водохранилица.

Всего, по крайней мере, на 2003 г., здесь имелось 40 захоронений. Из интересных стоит отметить могилу Николая Николаевича Глебова, первого градоначальника Мологи.  Его надгробие представляет собой колонну из чёрного мрамора, перебитую кубом, с надписью на лицевой стороне:
"Здесь погребено тело коллежского советника Николая Николаевича Глебова, родившегося в 1755 году, преставившегося 1818 года августа 18-го дня по полудни в 9 часов, жития его было 63 года".
На обороте памятника выбита эпитафия:
"Не лейте слез на перст, нам дух его вещает.
Кто был Религии и человеков друг,
Кто жил лишь для детей, кто верный был супруг.
Не умер тот, коль жизнь его в вас оживает.
Так лучше пролием о нем мольбы обильны

Всели его Творец в свои Жилища мирны".
Кроме того, примечательно надгробие на могиле Андрея Николаевича Глебова, первооткрывателя золотоносных месторождений на Донбассе. Здесь, помимо традиционного железного креста, лежат глыбы руды, привезенной с Донбасса. На этой же могиле стояла часовенка из стекла, внутри которой находился камень в виде медведя – видимо, в связи с тем, что А.Н. Глебов был убит на охоте.
Колонны, перебитые кубом, призматические надгробия первой половины XIX в., а также гранитные пирамиды и кресты памятников второй половины XIX в. привезены из столичных мастерских, похожие можно найти на территории некрополя Донского монастыря и Александро-Невской Лавры.
В некрополе похоронены:
- Николай Николаевич Глебов, первый строитель храма (1755-1818). Участник русско-турецкой войны (1768—1774). Участник взятия Хотина и Кафы в 1771 г. Сражался при взятии Перекопской укреплённой линии. Был ранен 17 июня 1774 года. Выйдя в отставку, стал первым предводителем дворянства Мологского уезда.[12]
- Андрей Николаевич Глебов (1787- 19 февраля 1854). Сын Н. Н. Глебова от кн. А А. Засекиной. Окончил кадетский корпус, с 1803 г. служил в пехотном полку. С 1805 года участвовал в наполеоновских войнах. В 1812 году принимал участие во всех крупных сражениях Отечественной войны: под Витебском, Смоленском, Малоярославцем, Тарутином, Вязьмой и других; после принимал участие в осаде Данцига, в сражениях в германских пределах. В 1812 году - подполковник. Участник Бородинского сражения. Награждён в 1808 году орденом Св. Анны ( третьего класса), в 1812 г. за Бородино- орденом Св. Владимира 4 класса с бантом, в 1812 году за бои под Вязьмой и Дорогобужем - наградным золотым оружием "За храбрость", в 1814 году (за Дрезден) орденом Св. Анны второго класса.[13] Вышел в отставку в 1823 году. Почётный смотритель Мологского уездного училища, предводитель дворянства Ярославской губернии с 1836 по 1841 год. Надгробная надпись: "Здесь погребено тело блаженныя памяти Андрея Николаевича Глебова, скончавшегося 1854 года 19 февраля на 67 году от рождения" [14].
- Николай Андреевич Глебов (15 декабря 1824 - 8 марта 1869). Сын А. Н. Глебова от Е. П. Засецкой.[15]  Гвардии ротмистр.[16]
- Андрей Николаевич Глебов (1898-1898),  сын Н. Н. Глебова [17]  и М. С. Барыковой.[18] Последний потомок этой линии Глебовых(по мужской линии)[19].

## Фотографии

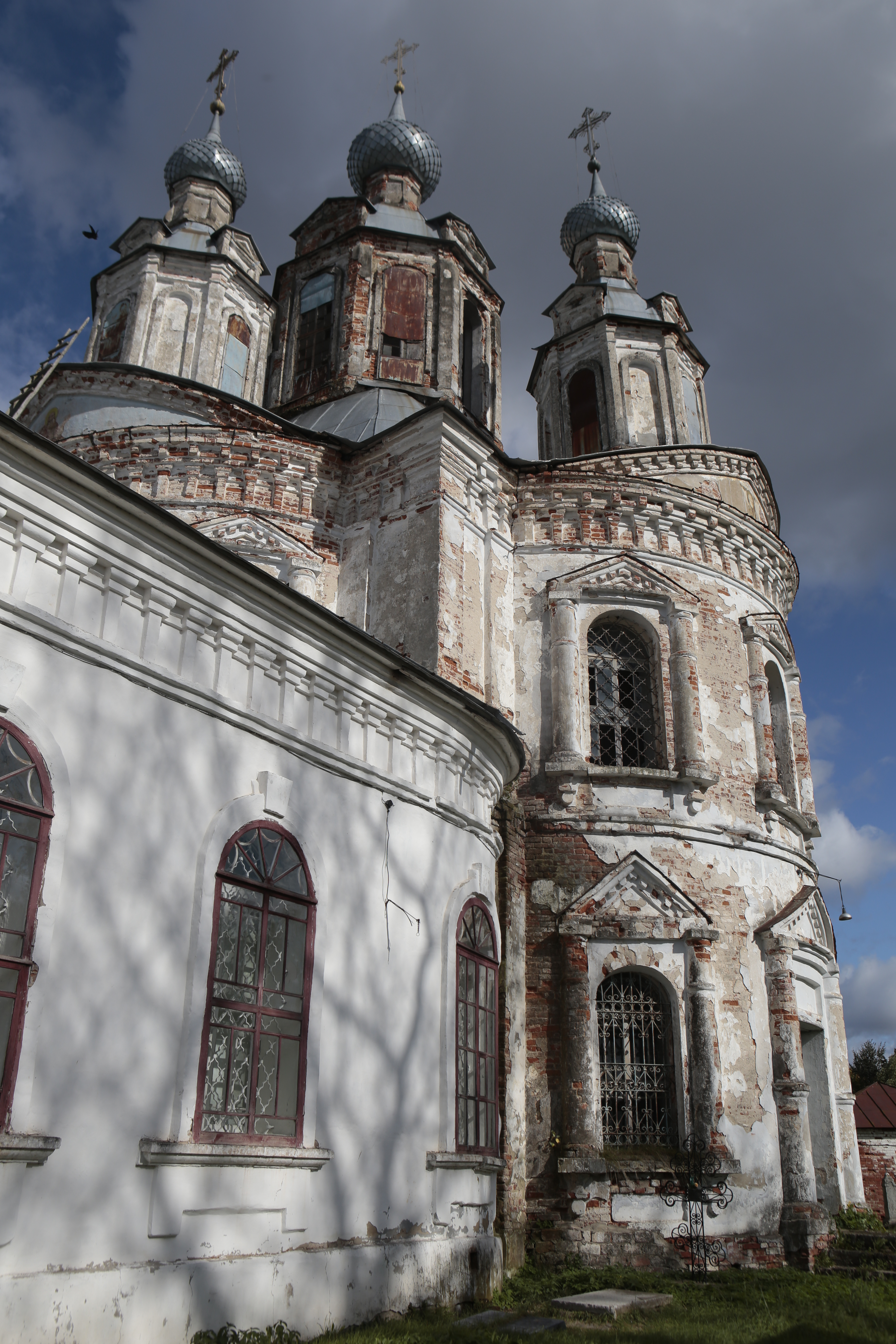
Троицкая церковь. Трапезная и основной объем
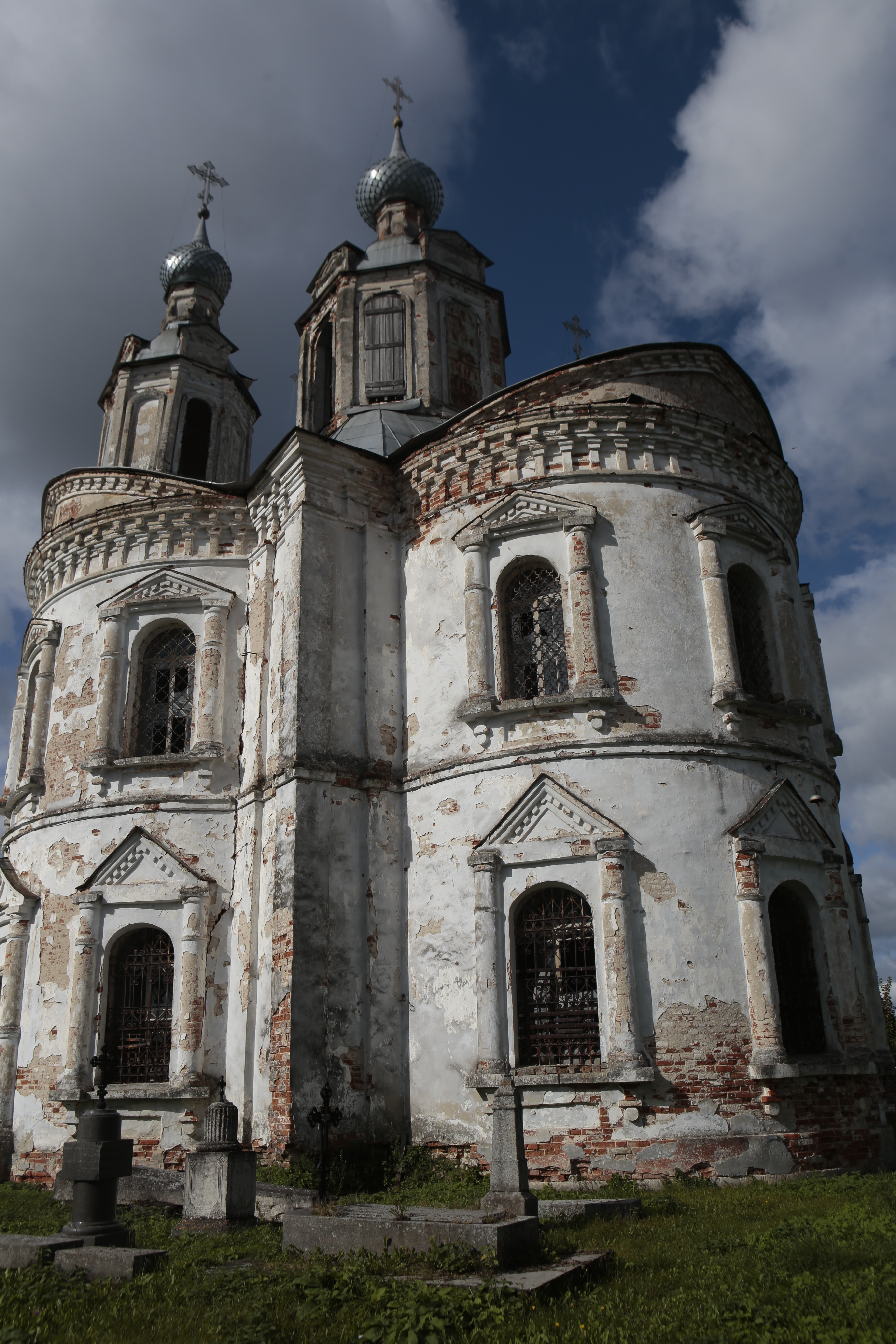
Троицкая церковь. Основной объем
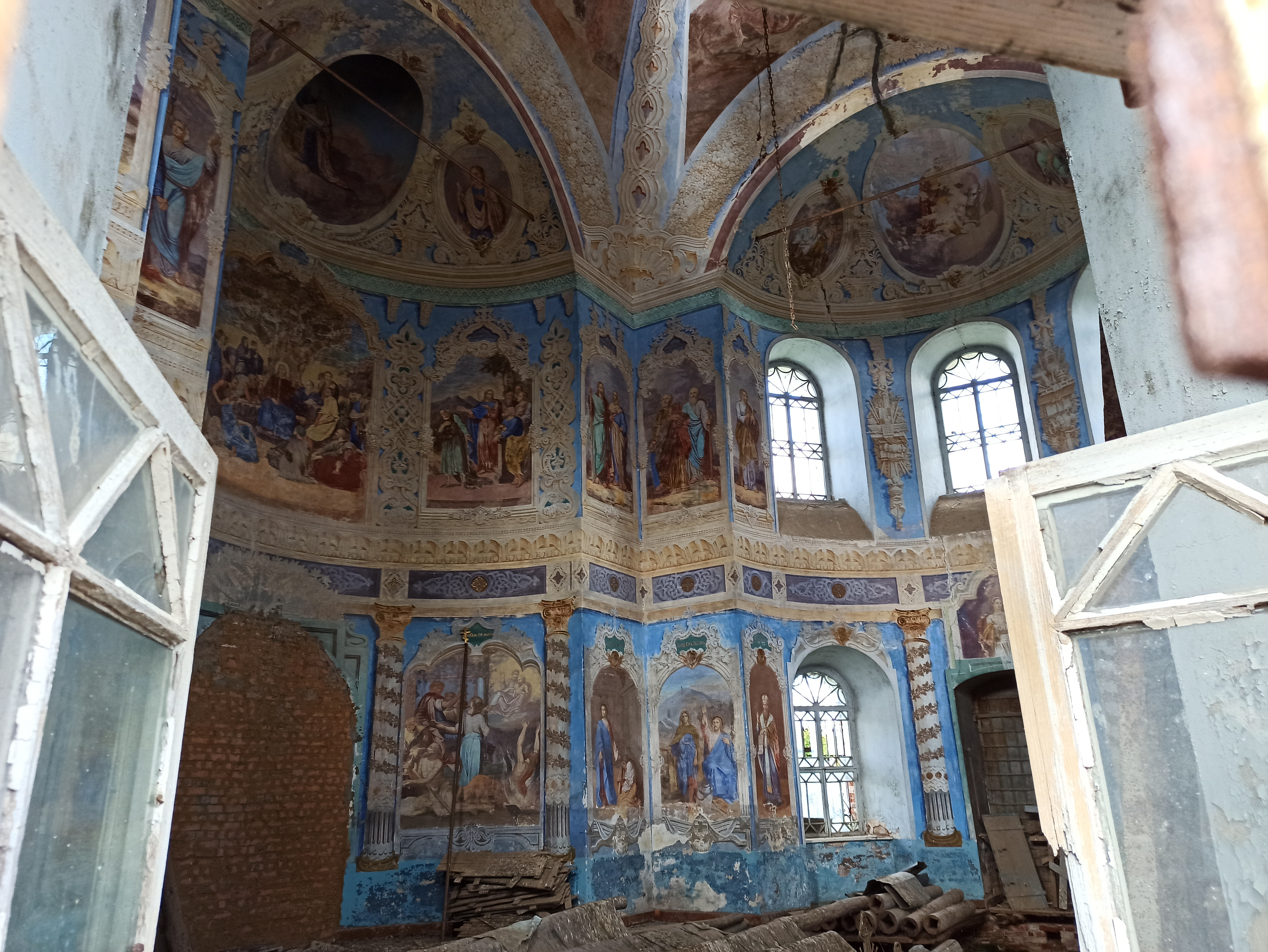
Интерьер Троицкой церкви. Вид с юго-востока.
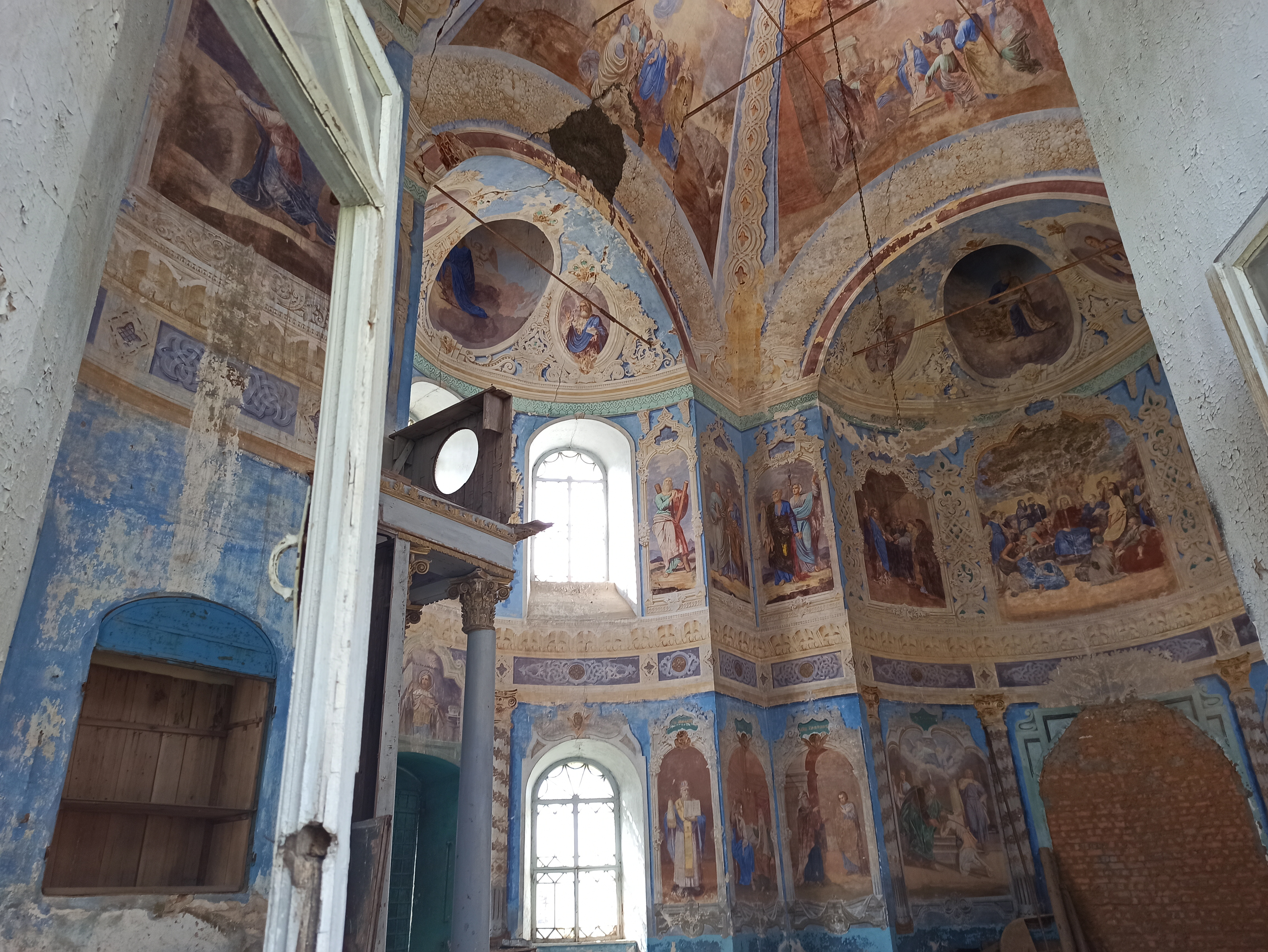
Интерьер Троицкой церкви. Вид с северо-востока
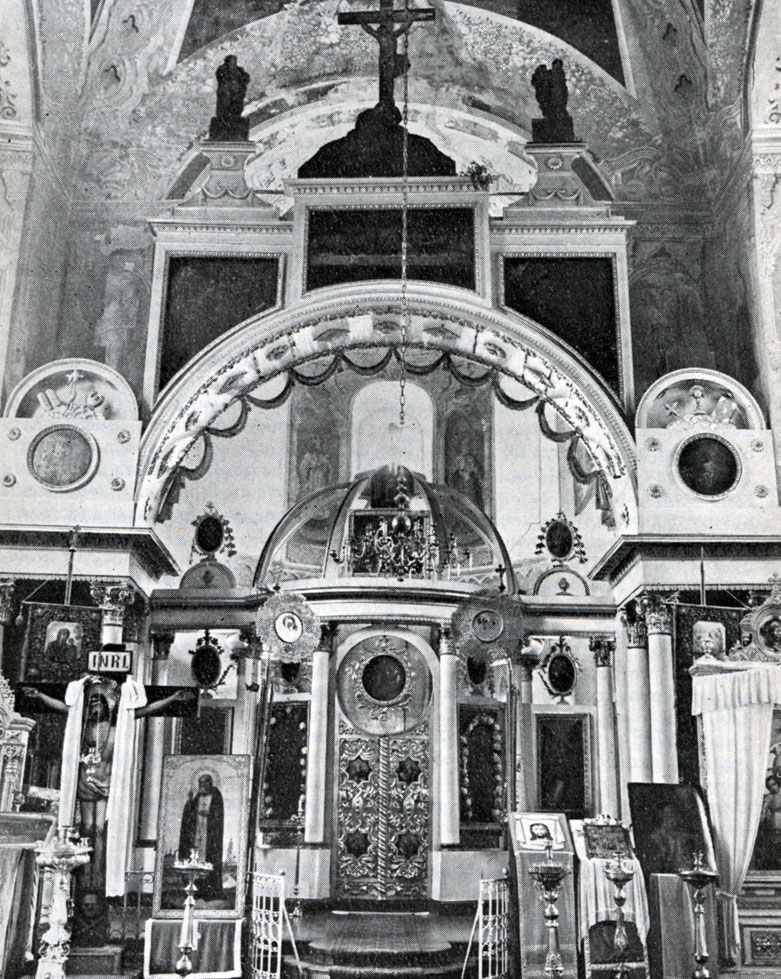
Иконостас Троицкой церкви
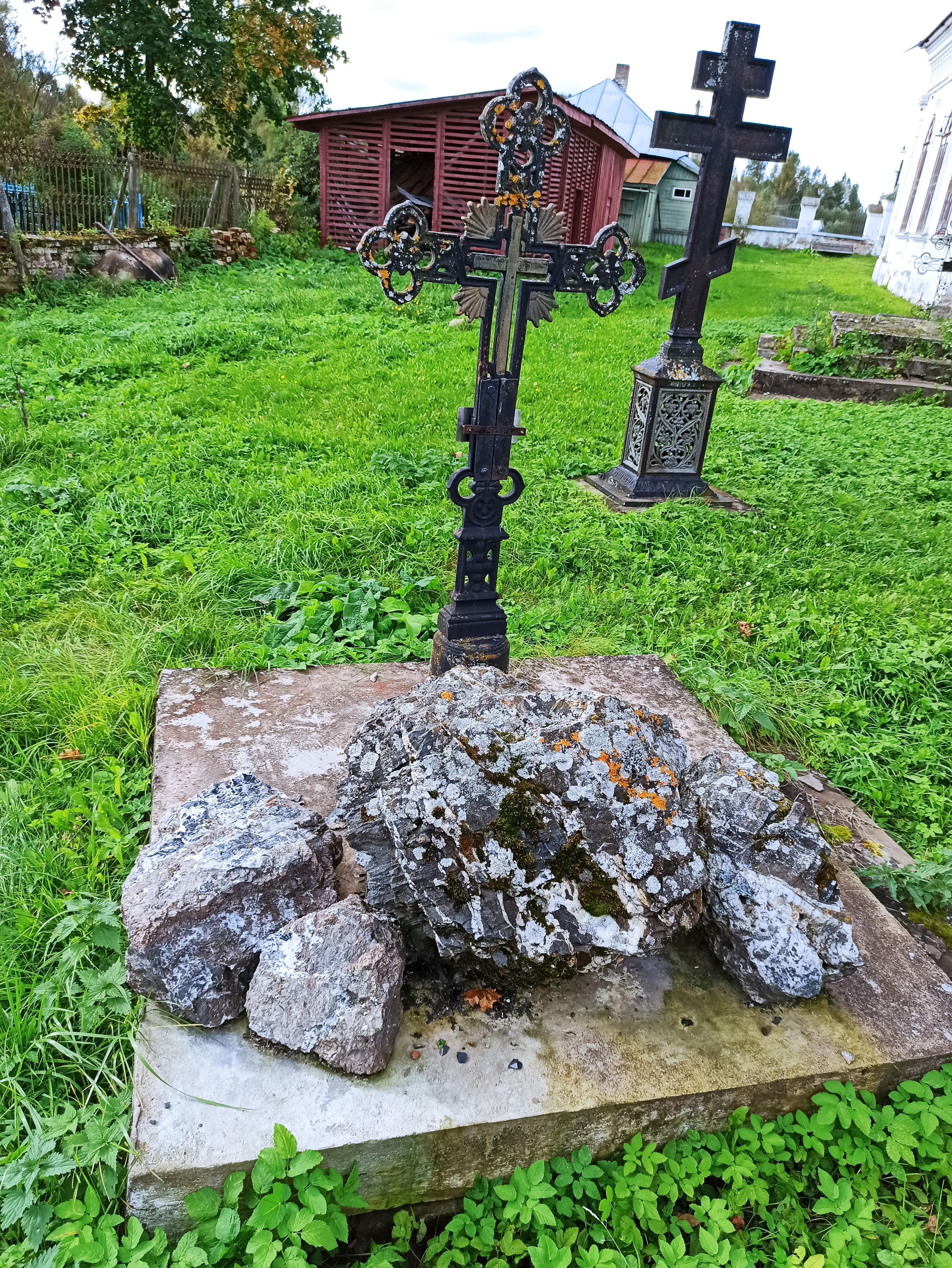
Надгробие на могиле А.Н. Глебова